# Chiesa dei Santi Anna e Gioacchino
La Chiesa dei Santi Anna e Gioacchino è un edificio di culto di Cesena.

## Storia

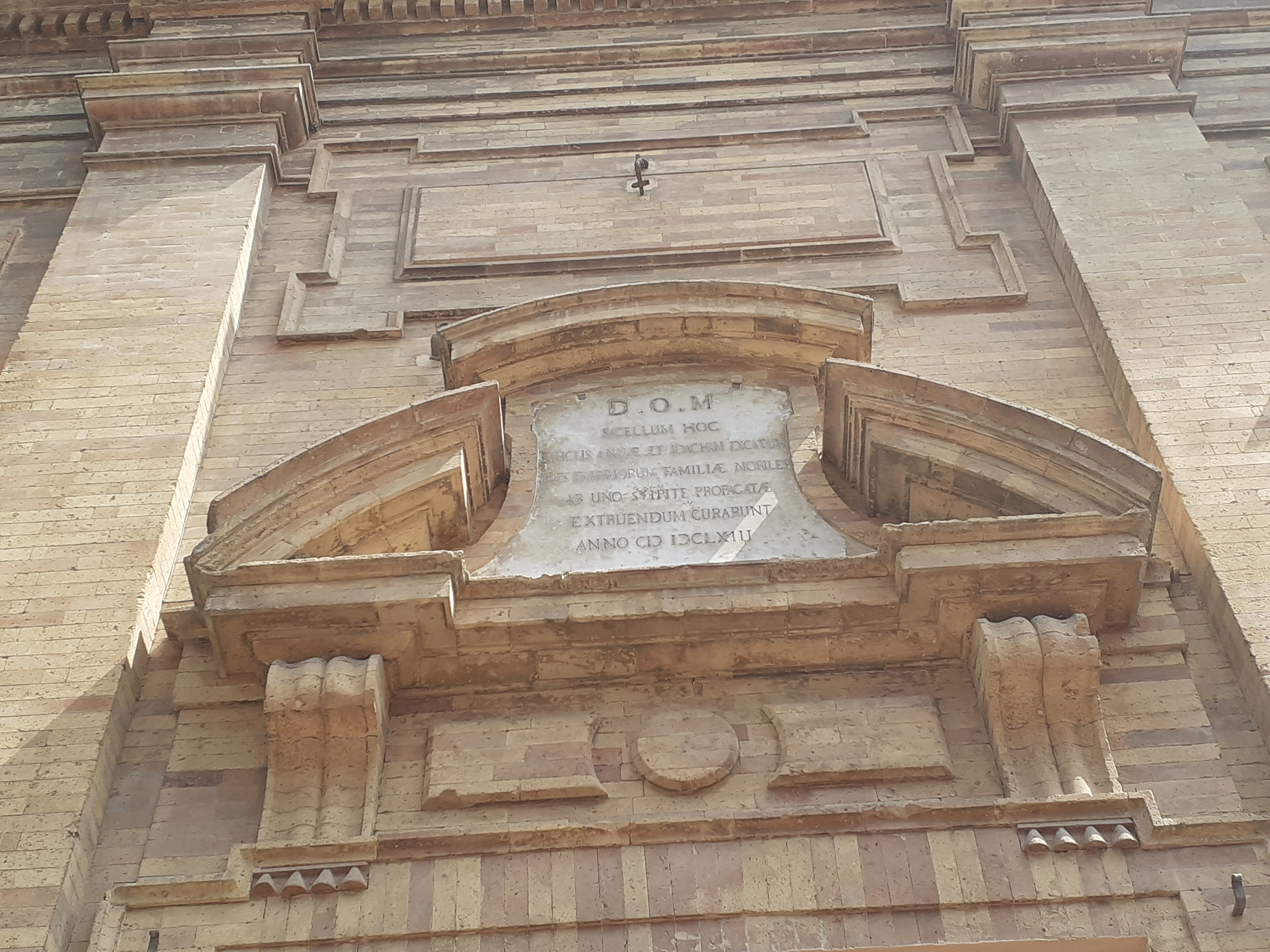
particolare

La struttura risale al 1663 e venne costruita dalla nobildonna Giacoma Sassi Fabbri su progetto di Pier Mattia Angeloni. All'interno si trovano due dipinti di grande formato di Cristoforo Serra, principale pittore cesenate del seicento. Nel 1664, anno della consacrazione, erano esposti nove dipinti di Serra.
L'altare maggiore venne spostato nella vicina Chiesa di San Domenico nel 1820, mentre una tela venne trasferita nella Pinacoteca civica di Forlì e una seconda tela, che stava su un altare laterale, venne trasferita nella Pinacoteca comunale di Cesena e un'altra nella chiesa di San Domenico. Tutti gli altri dipinti sono andati dispersi. Contiene un crocifisso in stucco nero già proveniente dalla distrutta chiesa di San Crispino e Crispiniano, qui collocato nel 1825.